# Flying-fifteen
Le Flying-Fifteen est une classe de quillard de régate en double de 6 mètres, dessinée par l'architecte naval anglais Uffa Fox en 1947.

## Présentation
Le plus célèbre des Flying Fifteen est Coweslip, offert en cadeau de mariage au duc d’Edimbourg et à la princesse Élisabeth. Le prince Philip et Uffa Fox ont souvent navigué sur ce bateau à Cowes.
La flotte est classée en trois groupes déterminés en fonction des années de fabrication des bateaux, permettant ainsi de tenir compte des différences de performance lors des régates de la classe. Les Classic pour tous les bateaux possédant un numéro de voile inférieur à 2 701, les Silver de 2 701 à 3 200 et les Modern pour tous les numéros suivants.
Le Flying-Fifteen est présent et représenté par des associations de classe dans neuf pays : Australie, Belgique, France, Grande-Bretagne, Hong Kong, Irlande, Nouvelle-Zélande, Afrique du Sud et Espagne. 
La 1re flotte de Flying Fifteen en France se trouve au Yachting Club du Pays de Fontainebleau avec onze bateaux. Le  Yacht Club de Dinard est le fief historique et le siège de l'association de classe que l'on peut contacter à cette adresse : secretaire@flying15.fr 
En Ile  de France il en est recensé une trentaine (non exhaustif) répartis dans plusieurs clubs  : Cercle de Voile des Boucles de Seine, Yachting Club d' Ile de France, club de voile de la Frette sur SeineNautique Seine,Société Nautique d'Enghien , ...
Mais aussi ailleurs en France :  Club Nautique St Raphaël, Centre Yachting à Voile de Pareloup, Club Nautique et de Loisirs de Ste Croix du Verdon, [Nautique Alpin de Serre-Ponçon], Cercle de Voile de Cazaux Lac,  Cercle Nivernais de Voile, ...
D'autres informations précieuses et complémentaires sont disponibles sur les  sites internet Franco Belge https://www.flying15.fr/ et les sites anglo-saxons dédiés à ce bateau https://www.flying15.org/, https://www.flying15.org.uk/https://www.flyingfifteen.ie/ mais aussi en Espagne, hémisphère sud, ...

## Caractéristiques
- Longueur hors-tout : 6,09 m
- Longueur flottaison : 4,57 m
- Maître-bau : 1,52 m
- Tirant d'eau : 0,76 m
- Déplacement : 329 kg
- Lest : 182 kg
- Surface de voilure : 13,93 m2

## Associations
- Flying Fifteen en France
- Association internationale des Flying Fifteen